# 真野由佳梨
真野 由佳梨（まの ゆかり、1994年3月4日 - ）は、日本のフィールドホッケー選手である。

## 経歴
岐阜県出身。
各務原市立中央中学校、岐阜県立岐阜各務野高等学校を経て、東海学院大学を卒業し、
ソニーグローバルマニュファクチャリング&オペレーションズに所属する。
2016年リオデジャネイロオリンピック、2020年東京オリンピックにホッケー女子日本代表として出場した。
2021シーズンをもって、ソニーHC BRAVIA Ladiesを引退。